# Pega Pega
Pega Pega és una telenovela brasilera creada per Claudia Souto, produïda i emesa per Rede Globo i dirigida per Luiz Henrique Rios. Es va estrenar el 6 de juny de 2017 en substitució de Rock Story i va acabar la seva emissió el 8 de gener de 2018, sent substituïda per Deus Salve o Rei. La telenovela és protagonitzada per Mateus Solano, Camila Queiroz, Nanda Costa, Vanessa Giácomo, Thiago Martins, Marcelo Serrado, Mariana Santos, João Baldasserini, Elizabeth Savalla, Irene Ravache i Marcos Caruso.